# Bandera de Rasines
La bandera de Rasines es uno de los símbolos del ayuntamiento de Rasines (Cantabria), junto a su escudo. Dicha bandera es de paño rectangular, de proporciones 2:3, dividida horizontalmente por mitad, de color verde la parte superior y amarillo la inferior.
La bandera fue adoptada en sesión plenaria celebrada por el ayuntamiento el día 8 de junio de 1999 siendo autorizada por el Consejo de Gobierno de Cantabria el día 5 de octubre de 2000, previo informe favorable emitido por la Real Academia de la Historia con fecha 30 de junio de 2000.